# Савинка (Алейський район)
Са́винка (рос. Савинка) — село у складі Алейського району Алтайського краю, Росія. Адміністративний центр та єдиний населений пункт Савинської сільської ради.

## Населення
Населення — 480 осіб (2010; 572 у 2002).
Національний склад (станом на 2002 рік):
- росіяни — 83 %